# Jaroslav Filip
Jaroslav (Jaro) Filip (ur. 22 czerwca 1949 w Hontianskich Moravcach, zm. 11 lipca 2000 w Bratysławie) – słowacki dramaturg, aktor, kompozytor i muzyk.

## Życiorys
Kształcił się w konserwatorium w Pilźnie. W latach 1971–1976 studiował dramaturgię filmową w Wyższej Szkole Sztuk Scenicznych (VŠMU) w Bratysławie.
Jeszcze w trakcie studiów związał się z formacją Blues Five, później z grupą YPS. Współpracował także z kapelą Provisorium, gdzie był pianistą. Po ukończeniu szkoły pracował jako redaktor Radia Słowackiego, następnie jako dramaturg Zespołu Poetyckiego bratysławskiej Novej scény.
Uczestniczył w programie telewizyjnym Ktosi je za dverami. Współpracował z Richardem Müllerem, czego owocem stały się takie utwory jak: „Milovanie v daždi”, „LSD”, „Cigaretka na dva ťahy”.
Jako członek twórczego tandemu grupy słowackich komików (Štefan Skrúcaný, Miroslav Noga, Zuzana Tlučková, Rasťo Piško, ujo Imro i Stano Radič) występował w programach telewizyjnych i radiowych, gdzie wyrażał poglądy na wydarzenia społeczne.